# Dan Ewing

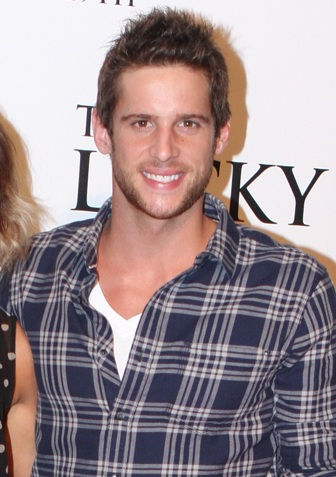
Dan Ewing auf der Premiere des Films The Lucky One – Für immer der Deine in Sydney im April 2012

Daniel „Dan“ M. Ewing (* 3. Juni 1985 in Manly, Sydney, New South Wales) ist ein australischer Schauspieler. Seine bekannteste Rolle ist die des „Schwarzen Rangers“ „Dillon“, in der Serie Power Rangers R.P.M.

## Leben und Wirken
Dan Ewing wurde im australischen Manly geboren und wuchs in Forestville bei Sydney als ältestes von vier Geschwistern auf. Er besuchte das Marist College in North Shore City, wo sein Talent für die Schauspielerei hervortrat und er während der gesamten Highschool-Zeit an Musical-Einstudierungen teilnahm. Er war damals auch sehr sportlich. Er spielte Basketball auf Wettkampfniveau, sodass er neun Jahre lang im „Representative Basketball“, in einer zwischen Breitensport und Profisport angesiedelten Leistungsklasse, für Manly-Warringah auflief, zwei New-South-Wales-Staatsmeisterschaften gewann und mit dem Team zu Turnieren in die USA und Kanada reiste. Darüber hinaus war er in verschiedene Musikbands involviert.
Im Jahr 2003 begann Ewing seine Schauspielkarriere als Judas-Darsteller im Musical-Klassiker Jesus Christ Superstar in Sydney. Das dem ähnliche Godspell schloss sich daran an. Zu Ewings Fernsehauftritten gehört die als „Schwarzer Ranger“ namens „Dillon“, welcher in 21 Folgen der auch in Deutschland ausgestrahlten Serie Power Rangers R.P.M. zu sehen ist. Ewing hatte auch einen Gastauftritt in Spirited und spielte einen Charakter in einer Folge von Rescue: Special Ops. Im angloamerikanischen Raum ist er hauptsächlich für seine 2007 verkörperte Rolle des Reuben Humphries in der Seifenoper Home and Away bekannt, beziehungsweise für seine neue, größere Rolle als Unruhestifter Heath Braxton, mit der er erstmals 2010/2011 in die Serie zurückkehrte. 2014 schied er aus der Serie aus, trat 2021 jedoch noch einmal, von Medienrummel begleitet, darin auf und freute sich, die alte Crew, die ihm wie eine Familie gewesen war, wiederzutreffen. Er bezeichnete insbesondere das Mitwirken bei Home and Away als das Sprungbrett für seine großen Filmrollen.
Die erste Spielfilmhauptrolle vertraute man ihm 2016 im Horror-Thriller Red Billabong an. 2018 erschien er bereits in drei Filmen als Hauptakteur: Occupation, Beast No More und Chasing Comets. 2020 gehörte er zu den Hauptdarstellern in Love and Monsters und im Januar 2021 kam das nur zuvor auf dem 2020 Monster Fest gezeigte Sequel Project Rainfall (Occupation: Rainfall) in die australischen Kinos.
Dan Ewing stellte sich auch als Herren-Unterwäsche-Model zur Verfügung, übernahm die Hauptrolle im Musikvideo Loverboy des australischen Pop-Duos Scarlett Belle und war Kandidat in der 11. Staffel von Dancing with the Stars mit der australischen Tänzerin Luda Kroitor als Partnerin.

## Filmografie
- 2004: Dead Meat
- 2006: Superman Returns
- 2007: Grand Smoke
- 2007, 2011–2014, 2021: Home and Away (TV-Serie)
- 2008: Revolution
- 2008: Blue Water High
- 2009: Power Rangers R.P.M. (TV-Serie, in 21 von 32 Folgen)
- 2009: Rescue: Special Ops (TV-Serie, eine Folge)
- 2016: Red Billabong
- 2018: Occupation
- 2018: Beast No More
- 2018: Chasing Comets
- 2020: Love and Monsters
- 2020: Project Rainfall (Occupation: Rainfall)

## Theater
- 2003: Jesus Christ Superstar – Rolle: Judas; McDonald Theatre Company, Sydney (Musical)
- 2003: Godspell – Rolle: Sänger; McDonald Theatre Company, Sydney (Musical)